# Sedilije
Sedilije (iz lat. sedile - stol) so v cerkveni arhitekturi sedeži, na katerih sedijo udeleženci bogoslužja. Navadno so iz kamna in se nahajajo na liturgični južni strani oltarja, pogosto so v prezbiteriju (od 12. dalje), za uporabo v času maše za službujočega duhovnika in njegove pomočnike, diakona in sub-diakona. Sedeži so pogosto umaknjeni v glavno steno cerkve same. Obliko in liturgično mesto so sedilije dobile v 4. stoletju, ko je bila krščanska skupnost že hierarhično urejena.
Sprva kamniti sedeži so bili razvrščeni na obeh straneh škofovskega prestola (katedra). Nekateri zgodnji primeri so sestavljeni samo iz kamnitih klopi. Kamnite romanske sedilije (pred 1190) so ohranjene na primer v spodnji cerkvi Žičke kartuzije, v Špitaliču, gotske (okoli 1400) pa v cerkvi sv. Daniela v Celju.
Niso vse sedilije kamnite; lesena, domnevno iz 15. stoletja, je v cerkvi sv Nikolaja v Rodmershamu v Kentu (Anglija).
Prvi primeri so bili v katakombah kot posamezni vložki za službujočega duhovnika. Sčasoma so se razširili na običajno število tri, čeprav obstajajo tudi primeri do pet sedilij.
Niše ali vdolbine, v katerih so sedilije, so pogosto bogato okrašene z nadstreški in predeljene z oblikovanimi stebri, fialami in oblikami tabernaklja; sedeži so včasih na različnih ravneh, vzhodni je vedno najvišji.
Iz sedilij se je razvilo več tipov:
- sklopni sedež ali (pre)stol (faldistorij) - nadomestni sedež za najvišjega klerika;
- trion - različica katedre;
- korne klopi - klopi za skupnost vernikov;
- klečalniki;
- itd.